# Coregonus sardinella
Coregonus sardinella és una espècie de peix de la família dels salmònids i de l'ordre dels salmoniformes.

## Morfologia
- Els mascles poden assolir 47 cm de llargària total i 555 g de pes.[1]
- Nombre de vèrtebres: 58-64.[2][3]

## Reproducció
Durant el període reproductor no menja i la fresa té lloc entre les vuit del vespre i mitjanit.

## Alimentació
Menja crustacis planctònics i insectes, matèria vegetal i peixos.

## Depredadors
És depredat per Coregonus nelsoni, Esox lucius, Lota lota, Salvelinus namaycush i Stenodus leucichthys.

## Hàbitat
Viu en aigües costaneres, estuaris i rius i llacs grans.

## Distribució geogràfica
Es troba a Nord-amèrica (des del riu Murchison -Canadà- fins a Bristol Bay -Alaska-) i al nord dels Urals (des del Kolimà fins al Kara).

## Longevitat
Viu fins als 26 anys.